# Gunnera arenaria
Gunnera arenaria là một loài thực vật có hoa trong họ Dương nhị tiên. Loài này được Cheeseman ex Kirk mô tả khoa học đầu tiên năm 1894 publ. 1895.